# NGC 1621
NGC 1621 (другие обозначения — NGC 1626, MCG -1-12-35, NPM1G -05.0207, PGC 15626) — эллиптическая галактика (E) в созвездии Эридан.
Этот объект занесён в новый общий каталог несколько раз, с обозначениями NGC 1621, NGC 1626.
Этот объект входит в число перечисленных в оригинальной редакции «Нового общего каталога».